# Comuna Neșceretove, Bilokurakîne
Neșceretove (în ucraineană Нещеретове) este o comună în raionul Bilokurakîne, regiunea Luhansk, Ucraina, formată din satele Kalînivske, Neșceretove (reședința), Pankivka și Țiluikove.

## Demografie
Componența lingvistică a comunei Neșceretove
     Ucraineană (94,46%)
     Rusă (5,37%)
     Alte limbi (0,09%)
Conform recensământului din 2001, majoritatea populației comunei Neșceretove era vorbitoare de ucraineană (94,46%), existând în minoritate și vorbitori de rusă (5,37%).